# Экономика Азербайджана
Азербайджан —  среднеразвитое индустриально-аграрное государство. Экономика Азербайджана по состоянию на 2022 год занимала 79-е место в мире по объёму ВВП (по паритету покупательной способности).

## Общая характеристика
За период с 2003 по 2008 годы ВВП Азербайджана вырос в 2,6 раза; уровень бедности в государстве с 2003 года снизился с 45 до 11 %.
По состоянию на 2009 год Азербайджан лидировал среди стран СНГ по темпам экономического роста.
В 2011 году, однако, темпы экономического роста Азербайджана составили лишь 0,1 %. К слабым сторонам экономики Азербайджана традиционно относится низкий уровень официальной занятости населения вкупе с высокой долей (58,6 % в 2013 г.) лиц, занятых в государственном секторе, преимущественно сырьевой характер экономики.

На 1 сентября 2024 года число активных налогоплательщиков составило 784 800, число активных плательщиков НДС — 50 400, количество активных хозяйствующих объектов — 211 000

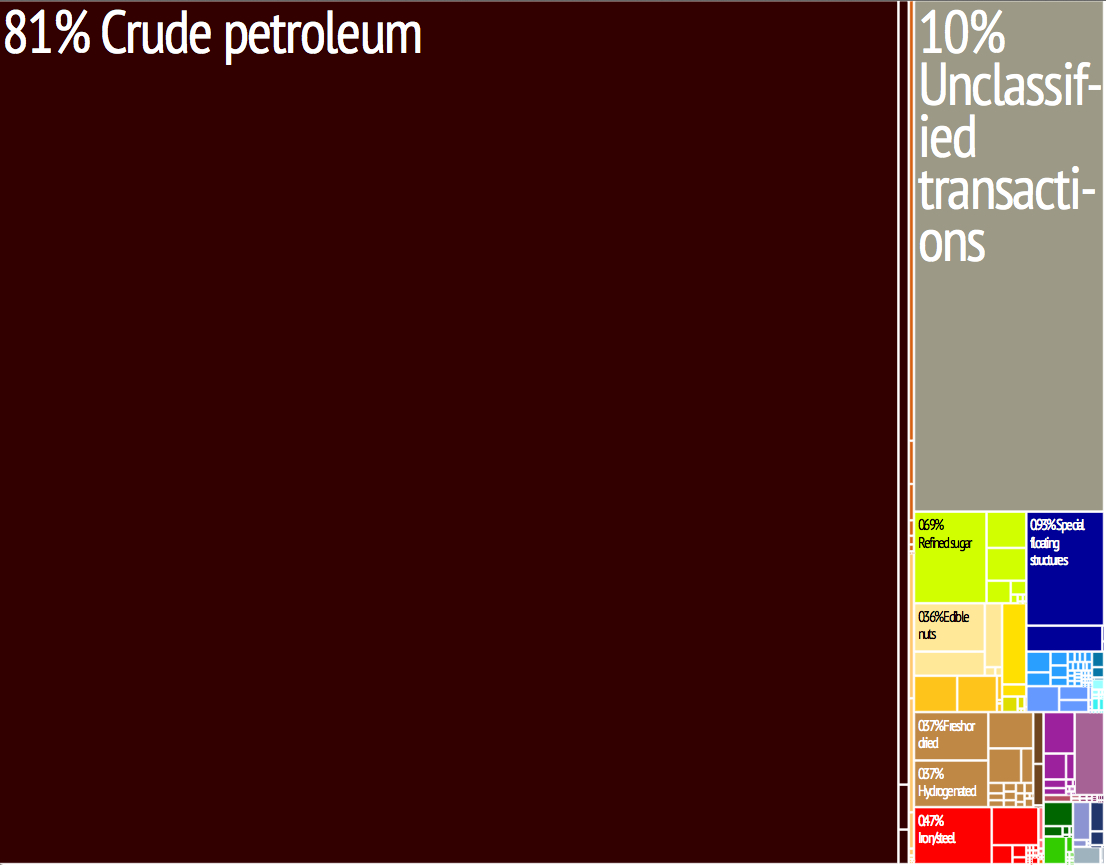
Структура экспорта на 2009 год.

. 99,6 % предпринимателей являются субъектами малого и среднего бизнеса.
Число активных юридических лиц на 1 января 2022 года превысило 100 000.
На 2024 год 62 города и региона покрывают расходы самостоятельно, не получая субсидий из государственного бюджета.

### ВВП
| Год | 2004  | 2005   | 2006   | 2007 | 2008   | 2009  | 2010 | 2019  | 2020   | 2021  | 2022  |
| --- | ----- | ------ | ------ | ---- | ------ | ----- | ---- | ----- | ------ | ----- | ----- |
| %   | 9,8 % | 26,4 % | 32,5 % | 25 % | 10,8 % | 9,3 % | 5 %  | 2,2 % | -4,3 % | 5,6 % | 4,6 % |

| Год        | 2012   | 2013     | 2014     | 2015   | 2016     | 2017     | 2018   |
| ---------- | ------ | -------- | -------- | ------ | -------- | -------- | ------ |
| Количество | 53 995 | 57 708,2 | 58 977,8 | 54 380 | 60 425,2 | 70 135,1 | 80 092 |
| %          | 102,2  | 105,8    | 102,8    | 101,1  | 96,9     | 100,1    | 101,4  |

| Год        | 2019     | 2020     | 2021     | 2022      | 2024    |
| ---------- | -------- | -------- | -------- | --------- | ------- |
| Количество | 81 896,2 | 72 432,2 | 92 857,7 | 133 825,8 | 126 300 |
| %          | 102,5    | 95,7     | 105,6    | 104,6     | 104,1   |

Примечание: До 2015 года средневзвешенный курс маната по отношению к доллару держался на уровне 0,7 манат за 1 доллар. К маю 2017 года курс пришёл к отметке 1,7 манат за 1 доллар, и поддерживается на данном уровне интервенциями Центрального банка.

### Характеристика по годам

#### 2021
Структура ВВП за 11 месяцев 2021 года: промышленность — 41,6 %, торговля; ремонт транспортных средств — 10,1 %, транспорт и складское хозяйство — 7 %, сельское хозяйство, лесное хозяйство и рыболовство — 6,4 %, строительство — 4,9 %, информация и связь — 1,8 %, размещение туристов и общепит — 1,2 %, чистые налоги на продукты и импорт — 8,8 %, другие отрасли — 18,2 %

#### 2024
В нефтегазовом секторе ВВП вырос на 0,3 %, в ненефтегазовом — на 6,2 %. ВВП на душу населения составил 12,4 тыс. манат (7,3 тыс. долл. США).

## История

### Азербайджан в составе Российской Империи
Большое значение имело проведение в 1883 году железной дороги от Тбилиси до Баку и включение в 1900 году Закавказской железнодорожной магистрали в общероссийскую сеть железных дорог. Важную роль сыграло и расширение торгового мореплавания на Каспии. С конца XIX века Баку становится крупным железнодорожным узлом и каспийским портом. Развивается нефтедобыча в районе Баку. До 1872 года добыча нефти здесь была незначительной. С 1872 года здесь появляются первые крупные промышленные предприятия, примитивные нефтяные колодцы заменяются буровыми скважинами, в бурении стали применяться паровые двигатели. Высокие прибыли привлекают в нефтяную промышленность Бакинского района отечественные и иностранные капиталы. Добыча нефти в районе Баку с 26 тыс. т в 1872 году возросла до 11 млн т в 1901, составив около 50 % мировой нефтедобычи.
В годы Первой мировой войны экономика губернии переживала упадок. Свёртывались нефтеразведочные и буровые работы, резко сокращались посевные площади под сельскохозяйственными культурами, в особенности под хлопчатником.

### Президентство Гейдара Алиева

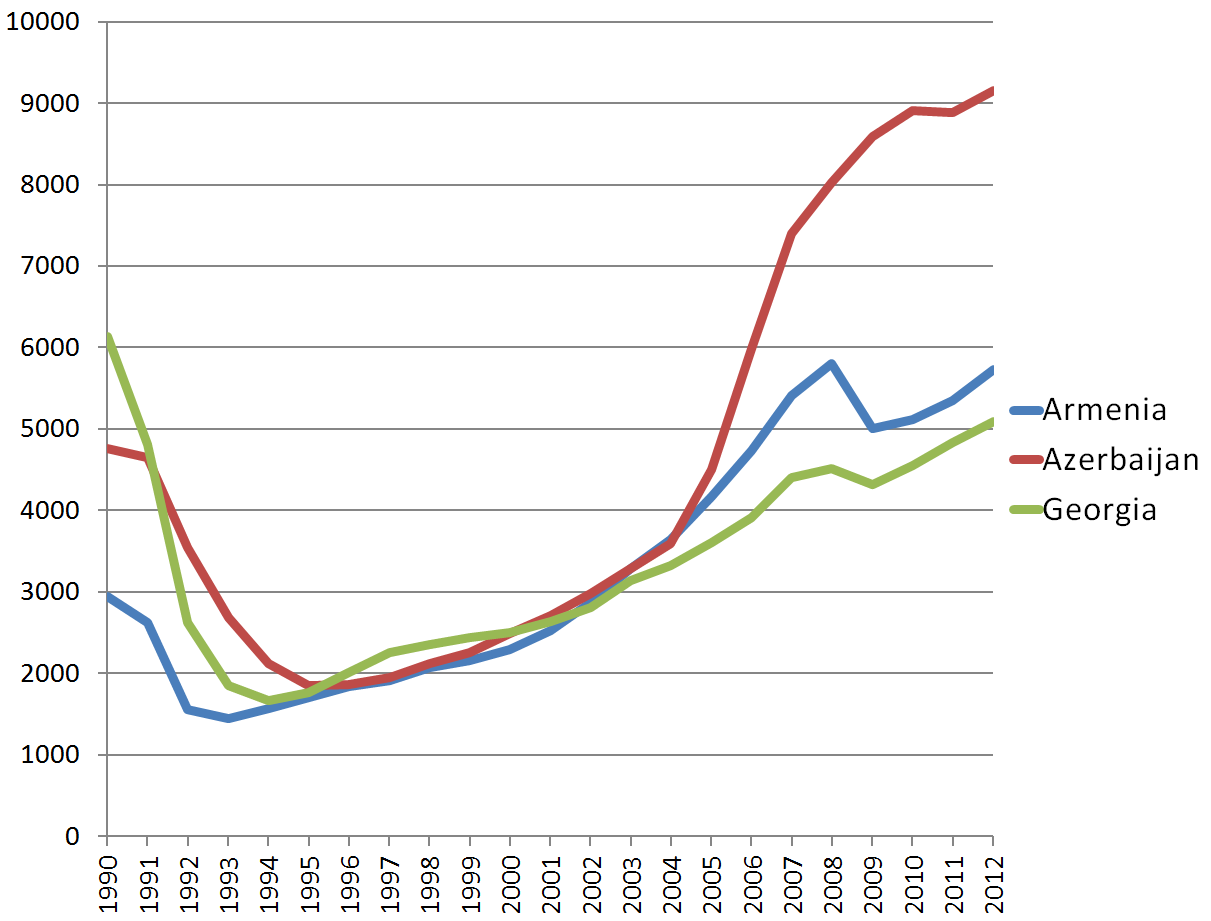
Динамика ВВП (по паритету покупательной способности, в постоянных ценах 2005 года, в долларах США) стран Закавказья (Азербайджана, Армении и Грузии) в 1990—2012 годах (оценка Всемирного Банка).

С возвращением Гейдара Алиева к власти 15 июня 1993 года была заложена основа преобразований в экономической жизни страны. Был подписан в сентябре 1994 года «Контракта века» с международным консорциумом, состоящим из 13 компаний, по разработке нефтяных месторождений Азери — Чираг — Гюнешли. Сданы в эксплуатацию экспортный нефтепровод Баку — Новороссийск (1996 год), Баку — Супса (1999 год) для доставки азербайджанской нефти на мировые рынки. Подписано соглашение о строительстве экспортного трубопровода Баку-Тбилиси-Джейхан. Была достигнута макроэкономическая стабильность, заложена основа экономического роста, завоеваны достижения в сфере улучшения уровня жизни населения.

### Президентство Ильхама Алиева
Во время первого президентского срока Ильхама Алиева был осуществлён пуск основных экспортных трубопроводов: нефтепровода Баку—Тбилиси—Джейхан и газопровода Баку—Тбилиси—Эрзурум. В течение пяти лет в результате экономических и энергетических проектов Азербайджан прошёл путь социально-экономических преобразований. Экономика страны выросла в 2,6 раза, промышленное производство увеличилось в 2,5 раза, появилось около 770 тысяч новых рабочих мест, уровень бедности снизился с 49 % до 13,2 %, бюджетные расходы возросли более, чем в 12 раз.
В 2023 году Центральный банк Азербайджана сообщил, что стратегические валютные резервы Республики выросли на 10 % — 5,3 миллиарда долларов.

#### Девальвация маната
Курс азербайджанского маната к доллару в 2014 году не менялся, и составлял 1,27 доллара за манат. За первые три квартала года Центральный банк Азербайджана приобрёл валюты на сумму в $1,2 млрд в рамках валютных интервенций. На курсе валюты первоначально не отразилось падение цены на нефть марки Brent, начавшееся в августе 2014 года.
В ноябре 2014 года в парламенте во время слушаний по бюджету было предложено девальвировать национальную валюту, чтобы увеличить конкурентоспособность азербайджанской экономики, но это предложение отверг президент Ильхам Алиев. Власти Азербайджана, благосостояние которого во многом зависит от экспорта нефти и газа, ещё в декабре 2014 года проявляли оптимизм в оценке состояния азербайджанской экономики. Стабильность национальной валюты по отношению к доллару поддерживалась резервами Государственного нефтяного фонда Азербайджана.
Тем не менее, уже 21 февраля 2015 года Азербайджан девальвировал национальную валюту на 24 % — до $0,96 за манат. В сообщении Центрального банка было сказано, что это решение было принято для усиления международной конкурентоспособности экономики и экспортного потенциала, обеспечения устойчивости платёжного баланса. Кроме того, в ЦБ сообщили, что с 16 февраля курс маната привязан не к доллару, а к бивалютной корзине из доллара и евро (доля европейской валюты — 20—30 %). 21 декабря 2015 года Центробанк второй раз за год осуществил девальвацию маната (на 48 %). В итоге курс азербайджанской валюты за год был снижен до 1,7 манат за доллар.

## Структура занятости
| Год  | Занятые в государственном секторе, % | Занятые в промышленности, % | Занятые в сельском хозяйстве, % | Занятые в строительстве, % |
| ---- | ------------------------------------ | --------------------------- | ------------------------------- | -------------------------- |
| 1990 | 70,7 %                               | 12,7 %                      | 30,9 %                          | 6,8 %                      |
| 1995 | 56,1 %                               | 9,8 %                       | 30,8 %                          |                            |
| 2000 | 33,8 %                               | 5,7 %                       | 39,9 %                          |                            |
| 2005 | 31,9 %                               | 7 %                         | 39,2 %                          | 5,1 %                      |

99,6 % действующих хозяйствующих субъектов страны составляет малый и средний бизнес.
Ежегодный прирост вновь выходящих на рынок труда составляет 150—160 000 чел.
Мониторинг занятости осуществляется Государственной службой занятости Азербайджана.

### 2018
На 2018 год 400 тыс. человек были заняты в секторе услуг.

### 2022
На декабрь 2022 года число официально заключённых действующих трудовых договоров составляло 1,74 млн. Из них число трудовых договоров в ненефтяном секторе составило 827,49 тысяч.

### 2023
Численность наёмных работников на 1 января 2023 года составила 1 млн 733 тыс. чел. Из них 903,3 тыс. чел. были заняты в государственном секторе, 830,6 тыс. чел. — в частном секторе.
На 2023 год количество действующих трудовых договоров в государственном секторе составляло 859 884, в негосударственном секторе — 853 342.

### 2024
На январь 2024 года число занятых предпринимательской деятельностью составило более 759 тысяч человек

### 2025
На 1 января 2025 года число наёмных работников составило 1 млн 778,5 тыс. чел. Из них в государственном секторе — 882,8 тыс. чел., негосударственном секторе — 895,7 тыс. чел. 22,8 % были заняты в производстве, 77,2 % — в сфере услуг.

## Экономические районы

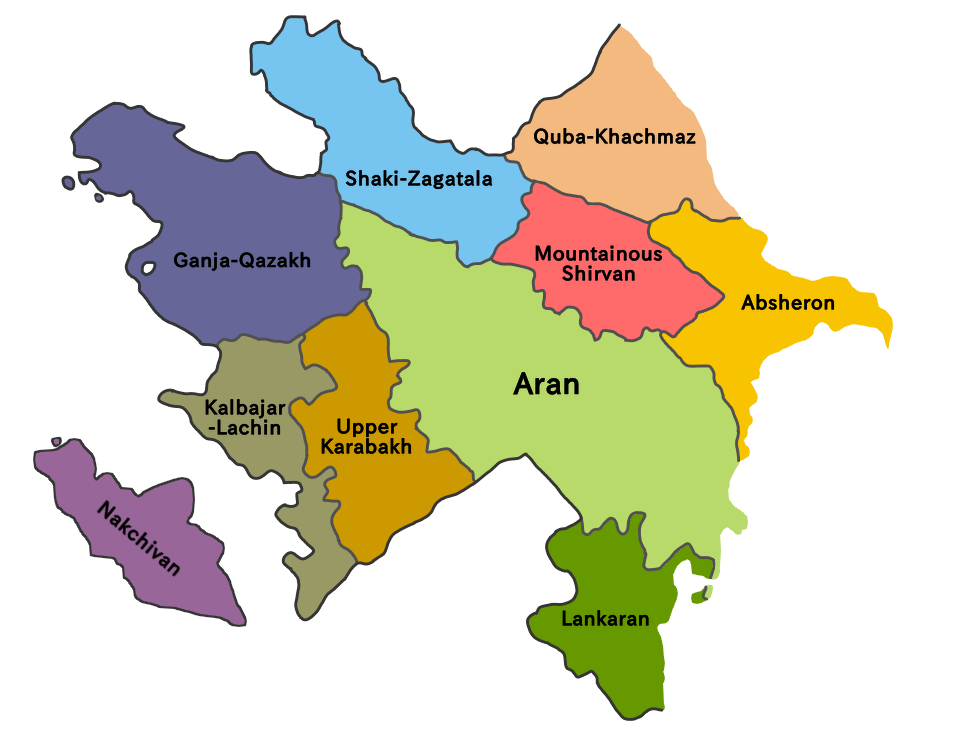

Азербайджан с 1991 до 2021 года делился на 10 экономических районов:
1. Апшеронский экономический район
2. Гянджа-Газахский экономический район
3. Шеки-Загатальский экономический район
4. Ленкоранский экономический район
5. Губа-Хачмазский экономический район
6. Аранский экономический район
7. Верхне-Карабахский экономический район
8. Кельбаджар-Лачинский экономический район
9. Горно-Ширванский экономический район
10. Нахичеванский экономический район

7 июля 2021 года по указу президента Азербайджана «О новом разделении экономических районов в Азербайджанской Республике» было утверждено новое разделение:
1. Бакинский экономический район
2. Абшерон-Хызынский экономический район
3. Губа-Хачмазский экономический район
4. Горно-Ширванский экономический район
5. Ширван-Сальянский экономический район
6. Миль-Муганский экономический район
7. Шеки-Загатальский экономический район
8. Центрально-Аранский экономический район
9. Ленкорань-Астаринский экономический район
10. Гянджа-Дашкесанский экономический район
11. Газах-Товузский экономический район
12. Карабахский экономический район
13. Восточно-Зангезурский экономический район
14. Нахичеванский экономический район

## Сельское хозяйство
Сельское хозяйство, используя благоприятные климатические условия (обилие тепла, света, продолжительность вегетационного периода), специализируется на выращивании многих ценных сельскохозяйственных культур. Однако, как и для всех горных стран, для республики характерно малоземелье. От общей земельной площади (8,7 миллиона га) сельскохозяйственные угодья составляют 4,6 млн га. Из них более 1,8 млн га приходится на долю пахотных земель, 2 млн га занимают летние и зимние пастбища, часть сельскохозяйственных угодий занята многолетними насаждениями. Почти половина пахотных земель сосредоточена в Кура-Араксинской низменности.
Структура сельского хозяйства в 2007 г. (в сопоставимых ценах, к итогу):
- растениеводство — 56,2 %,
- животноводство — 43,8 %.

В растениеводстве выращиваются помидоры, хурма, виноград, гранат (около 60 сортов граната).
| Культура        | Объём            |
| --------------- | ---------------- |
|                 | 2007             |
| Зерно           | Около 2 млн.т.   |
| Хлопок          | Около 100 тыс.т. |
| Сахарная свекла | 137 тыс.т.       |
| Картофель       | 1036 тыс.т.      |
| Овощи           | 1219 тыс.т.      |
| Фрукты          | 675 тыс.т.       |
| Виноград        | Около 100 тыс.т. |
| Молоко          | 1330 тыс.т.      |
| Яйца            | 573 млн шт.      |

Все сельскохозяйственное производство за 2007 г. составило (в фактических ценах) — 2 млрд. 318 млн манат (около 2,9 млрд долл.), что составило около 6 % ВВП.

## Энергетика
Суммарные запасы энергоносителей оцениваются в размере 2,801 млрд тут (в угольном эквиваленте). На конец 2019 года электроэнергетика страны в соответствии с данными EES EAEC характеризуется следующими показателями. Установленная мощность — нетто электростанций — 7642 МВт, в том числе: тепловые электростанции, сжигающие органическое топливо (ТЭС) — 83,7 % , возобновляемые источники энергии (ВИЭ) — 16,3 %. Производство электроэнергии-брутто — 26073 млн кВт∙ч, в том числе: ТЭС — 93,4 % , ВИЭ — 6,6 %. Конечное потребление электроэнергии — 18666 млн кВт∙ч, из которого: промышленность — 23,6 %, транспорт — 2,1 %, бытовые потребители — 34,4 %, коммерческий сектор и предприятия общего пользования — 33,8 %, сельское, лесное хозяйство и рыболовство — 6,1 %.
Развитие электроэнергетики страны за период с 1945 по 2018 годы иллюстрируется диаграммой производства электроэнергии-брутто

EES EAEC. Производство электроэнергии-брутто в Азербайджане, 1945—2018, млрд.кВт∙ч

В 1992—2019 годах потребление электроэнергии в отдельных секторах социально-экономического комплекса Азербайджана характеризуется диаграммой

EES EAEC. Потребление электроэнергии в отдельных секторах Азербайджана, 1992—2019, млн кВт∙ч

Показатели энергетической эффективности за 2019 год: душевое потребление валового внутреннего продукта по паритету покупательной способности (в номинальных ценах) — 15113 долларов, душевое (валовое) потребление электроэнергии — 1870 кВт∙ч, душевое потребление электроэнергии населением — 643 кВт∙ч. Число часов использования установленной мощности-нетто электростанций — 3305 часов.

## Промышленность
Промышленность включает в себя машиностроение, металлургию, химическую, продовольственную и другие отрасли.

### Нефтегазодобывающая промышленность

#### Нефтяная промышленность
На конец 2006 года доказанные запасы нефти Азербайджана насчитывали 7 млрд баррелей (1 млрд тонн), что составляло 0,6 % общемировых извлекаемых запасов. Добыча нефти составила 1 млн баррелей в сутки. За 10 лет, с 1996 года по 2006 год, объём добычи нефти в Азербайджане увеличился в 4 раза.
Самым крупным нефтяным месторождением является месторождение «Азери — Чираг — Гюнешли», где добывается лёгкая нефть. 20 сентября 1994 года в Баку между 13 крупными нефтяными компаниями из 8 стран мира подписан международный контракт («Контракт века») о совместной разработке месторождений в азербайджанском секторе Каспийского моря. 14 сентября 2017 года Азербайджан и международный консорциум нефтяных компаний продлили соглашение о совместной разработке нефтяных месторождений «Азери», «Чираг» и «Гюнешли» до 2050 года, подписав «Новый контракт века»[34]. 19 апреля 2019 года акционеры АЧГ подписали контракт стоимостью $6 млрд по платформе «Центрально-Восточный Азери», которую планируется построить на блоке месторождений АЧГ.
С момента ввода в эксплуатацию АЧГ и Шах-Дениз по 1 января 2024 года добыча нефти и конденсата на данных месторождениях составила 629,2 млн тонн. Из них 627,3 млн тонн экспортировано.
Потребление нефти в Азербайджане в 2006 году составило 96 тыс. баррелей в сутки.
Переработка нефти осуществляется на Бакинском нефтеперерабатывающем заводе. На заводе производится бензин марки АИ-92, авиационный керосин, дизельное топливо, мазут, нефтяной кокс.
За 2023 год внутри страны переработано 6,5 млн тонн нефти.
В 2024 году 79,4 % нефти добыто предприятиями негосударственного сектора.
| Год       | 2000   | 2001   | 2002   | 2003   | 2004   | 2005   | 2006   | 2007   | 2008   |
| --------- | ------ | ------ | ------ | ------ | ------ | ------ | ------ | ------ | ------ |
| тыс. тонн | 14 017 | 14 909 | 15 334 | 15 381 | 15 549 | 22 214 | 32 268 | 42 598 | 44 514 |

| Год       | 2009   | 2010   | 2011   | 2012   | 2013   | 2014   | 2015   | 2016   |
| --------- | ------ | ------ | ------ | ------ | ------ | ------ | ------ | ------ |
| тыс. тонн | 50 416 | 50 838 | 45 626 | 43 375 | 43 457 | 42 076 | 41 628 | 41 050 |

| Год       | 2017     | 2018     | 2019     | 2020      | 2021   | 2022   | 2023   | 2024   |
| --------- | -------- | -------- | -------- | --------- | ------ | ------ | ------ | ------ |
| тыс. тонн | 38 688,9 | 38 814,3 | 37 453,6 | 34 538,85 | 34 600 | 32 600 | 30 200 | 29 100 |

| Год  | 2020          | 2021          | 2022          | 2023       | 2024       |
| ---- | ------------- | ------------- | ------------- | ---------- | ---------- |
| тонн | 29 023 125,27 | 27 116 060,62 | 26 024 201,67 | 25 200 000 | 24 400 000 |

| Год      | 2023 |
| -------- | ---- |
| млн тонн | 6,5  |

#### Газовая промышленность
Крупнейшее газоконденсатное месторождение Шах-Дениз расположено на юго-западе Каспийского моря, в 70 км к юго-западу от Баку. Глубина моря в районе месторождения — около 600 м. Площадь газоносного района — около 860 км². Месторождение Шах-Дениз было открыто в 1999 году. В декабре 2013 года был утвержден и разрабатывается 2 этап проекта «Шах-Дениз». Общие запасы месторождения оцениваются в 1,2 трлн м³ природного газа и 240 млн тонн газового конденсата.
Также добывается газ с месторождения Азери — Чираг — Гюнешли.
31 декабря 2020 года Азербайджан начал поставки газа по Южному газовому коридору на европейский рынок . На август 2024 года Азербайджан поставляет газ в 9 стран, в том числе в Турцию, Грузию, Италию, Грецию, Болгарию, Румынию, Венгрию, Сербию, Словению.
Основное количество потребляемого газа приходится на производство электроэнергии. В 2022 году на производство электроэнергии было израсходовано 5 494 млн м3 природного газа.
Импорт осуществляется в рамках своповых поставок из Туркменистана и Ирана.
В 2024 году 89,4 % газа добыто предприятиями негосударственного сектора.
| Год         | 2000 | 2001 | 2002 | 2003 | 2004 | 2005 | 2006 | 2007   | 2008   |
| ----------- | ---- | ---- | ---- | ---- | ---- | ---- | ---- | ------ | ------ |
| млн. куб. м | 5642 | 5535 | 5144 | 5128 | 4995 | 5732 | 9076 | 16 850 | 23 399 |

| Год         | 2009   | 2010   | 2011   | 2012   | 2013   | 2014   | 2015   | 2016   |
| ----------- | ------ | ------ | ------ | ------ | ------ | ------ | ------ | ------ |
| млн. куб. м | 23 598 | 26 312 | 25 728 | 26 796 | 29 245 | 29 555 | 29 175 | 29 331 |

| Год         | 2023   | 2024   |
| ----------- | ------ | ------ |
| млн. куб. м | 48 300 | 50 600 |

| Год     | 2019       | 2020          | 2021          | 2022          | 2023       | 2024       |
| ------- | ---------- | ------------- | ------------- | ------------- | ---------- | ---------- |
| тыс. м3 | 12 500 000 | 12 424 490,44 | 20 046 650,21 | 18 965 213,42 | 23 800 000 | 25 500 000 |

| Год    | 2020  |
| ------ | ----- |
| млн м3 | 510,6 |

### Металлургия
Производятся литая сталь, арматура, стальные трубы, алюминий необработанный, алюминиевые прутки, валы и профили, медные многожильные провода без электроизоляции, канаты и тросы.
Действует предприятие по добыче цветных металлов «AzerGold». За период с 2017 по 2023 год компанией было добыто и реализовано на внутреннем и внешнем рынке 416 тысяч унций золота и 853 тысячи унций серебра.

### Горнодобывающая промышленность
Компанией AzerGold осуществляется добыча золота, серебра. Разрабатывается Гарадагское медное месторождение.
28 декабря 2023 года в Гяндже введён в эксплуатацию завод по производству промышленных взрывчатых веществ гражданского назначения «AzerBlast».
На карьерах около Дашкесана осуществляется добыча мрамора.

### Химическая промышленность
В республике сегодня действует свыше 100 химических предприятий, 70-80 % из которых находится в собственности государства.
Темпы роста химической промышленности Азербайджана по итогам 2006 года составили 3,4 % (для сравнения: в 2005 году — 3,7 %, в 2004 году — 4,7 %, в 2003 году — 3,9 %). За январь—сентябрь 2007 года производство химической продукции в Азербайджане снизилось на 47,1 %.
На смену устаревшим нефтеперерабатывающим мощностям в Баку строится НПЗ в Сангачалы, также ведётся строительство НПЗ в турецком порту Джейхан.
Действует Бакинский нефтеперерабатывающий завод, йодобромный завод «АзерЙод».
18 июля 2018 года открыт полипропиленовый завод «SOCAR Polymer». 18 февраля 2019 года открыт завод по производству полиэтилена высокой плотности «SOCAR Polymer».
Действует Сумгаитский химический промышленный парк.
Действует метанольный завод ООО «SOCAR Methanol». Производственная мощность завода составляет 720 тыс. тонн метилового спирта в год.
В 2024 году экспортировано 1,1 млн тонн химической продукции на сумму 293,7 млн долл США. Доля химической продукции в общем экспорте составила 1,1 %, в ненефтяном экспорте — 8,75 %.

### Производство строительных материалов
Производство строительных материалов основывается на богатых запасах природного камня, известняка и представлена производством цемента, кирпича, облицовочных плит, оконного стекла и т. д. Промышленность строительных материалов располагает предприятиями по производству цемента — Гарадагский завод, керамзита (Масаллы). В 2007 году произведено 1 730 тыс. тонн цемента, 338 м³ кирпича, 48 тыс. м² оконного стекла.

### Машиностроение
Производство машин и оборудования составляет примерно 1,5 % ВВП страны. В основном предприятия этой отрасли ориентированы на производство нефтяного оборудования. На научно-производственном предприятии «Иглим» разрабатываются и выпускаются аэродромные средства обслуживания авиатехники и производство бортовой авиационной техники. 96,2 % продукции специального назначения идёт на экспорт, а продукция общего назначения не экспортируется и предназначена для внутреннего рынка. Научно-производственное предприятие «Сенайеджихаз» разрабатывает и производит расходомеры, счётчики, дозаторы и сигнализаторы давления для различных жидкостей, в том числе для агрессивных продуктов. Разрабатываемые и производимые приборы предназначены для использования в нефтяной промышленности, судостроении, авиации и ракетной технике, АЭС и ТЭЦ. Почти вся продукция экспортируется.
Действует группа компаний «СТП», которая включает в себя заводы электронного оборудования, цинкования и кабельный завод.

### Высокие технологии
В 2003 году азербайджанская компания Ultra начала производство ноутбуков под маркой nexus. В первые года производства на рынке были предоставлены 3 модели, позднее модельный ряд ноутбуков достиг 20 моделей. Также фирма производит персональные компьютеры и сервера, мониторы, LCD-телевизоры, USB накопители.
Действует компания «Bayraktar Technology Azerbaijan», созданная при участии Сельджука Байрактара. Компания занимается производством беспилотных летательных аппаратов.

### Судостроение
Действуют Бакинский судостроительный завод, судоремонтно-строительный завод «Бибиэйбат», Зыхский судоремонтный завод. Осуществляется строительство танкеров, транспортных, пассажирских судов, судов-паромов.

### Автомобилестроение
На Гянджинском автомобильном заводе налажено производство грузовых автомобилей совместно с белорусской компанией МАЗ. В 2006 году был заключён договор с МАЗ о совместном производстве. Выпускаемая техника носит название Gəncə. На 2010 год выпускается 6 моделей данной марки. Также Гянджинским автомобильным заводом в 2005 году было заключено генеральное соглашение с Ульяновским автомобильным заводом. На 2010 год Гянджинским автомобильным заводом выпускается 6 моделей автомобилей УАЗ. В 2007 году Гянджинский автомобильный завод приступил к выпуску тракторов марки «Беларусь» В 2009 году вышел с конвейера Гянджинского автомобильного завода 1000-й трактор «Беларусь». Также Гянджинский автомобильный завод выпускает автомобили марки «Ока».
Автомобильный завод AzSamand
В 2006 году в Шемахе группой компании «Evsen» был построен автомобильный завод. Автомобили данной марки выпускаются под названием Azsamand Aziz.
Нахичеванский автомобильный завод
В 2009 году Нахичеванским автозаводом был заключён контракт на производство автомобилей с китайской компанией Lifan. На заводе запланирован сбор четырёх модификаций автомобилей под брендом Lifan-NAZ: модели Lifan-320, Lifan-520 (седан и хетчбэк) и Lifan-620. В 2011 году планируется собрать 1000—1500 автомобилей в том числе и с автоматической коробкой передач

### Авиакосмическая промышленность
- Особое конструкторское бюро космического приборостроения — разработка на современной элементной базе устройств дистанционного измерения применяющихся в наземных аэрокосмических и военных средствах.
- Опытный завод космического приборостроения — выпускает приборы для научных исследований, на основании технической и технологической документации, разработанной Национальным Аэрокомическим Агентством.
- Специальное конструкторско-технологическое бюро.

Первый национальный спутник AzerSat
Победителем тендера на запуск первого национального спутника стала американская компания Orbital Sciences Corporation. По некоторым данным запуск первого искусственного спутника Азербайджана планировался в декабре 2011 года, однако позже было объявлено о запуске в начале 2013 с космодрома Куру
Орбитальную позицию для запуска в космос спутника связи предоставит Турция. Турция предоставила в аренду на соответствующих условиях свою 50 личную позицию на геостационарной орбите.

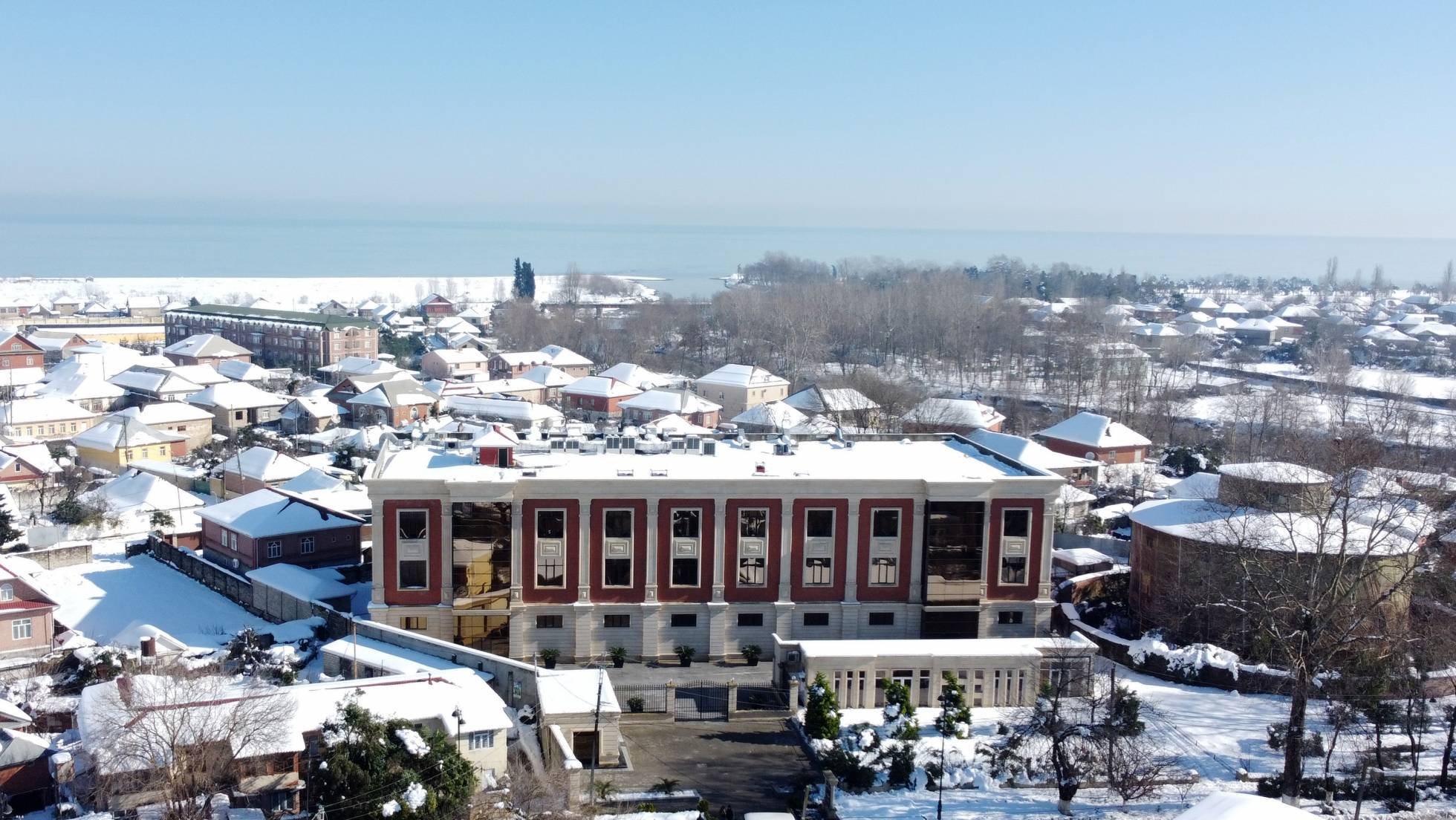
Предприятие по производству кондитерских изделий Ленкорань

### Пищевая промышленность
Действует производство консервов, напитков, кондитерских изделий. Развивается молочно-животноводческая отрасль, сахарная промышленность.

### Фармацевтика
15 августа 2023 года введён в эксплуатацию фармацевтический завод «Diamed»

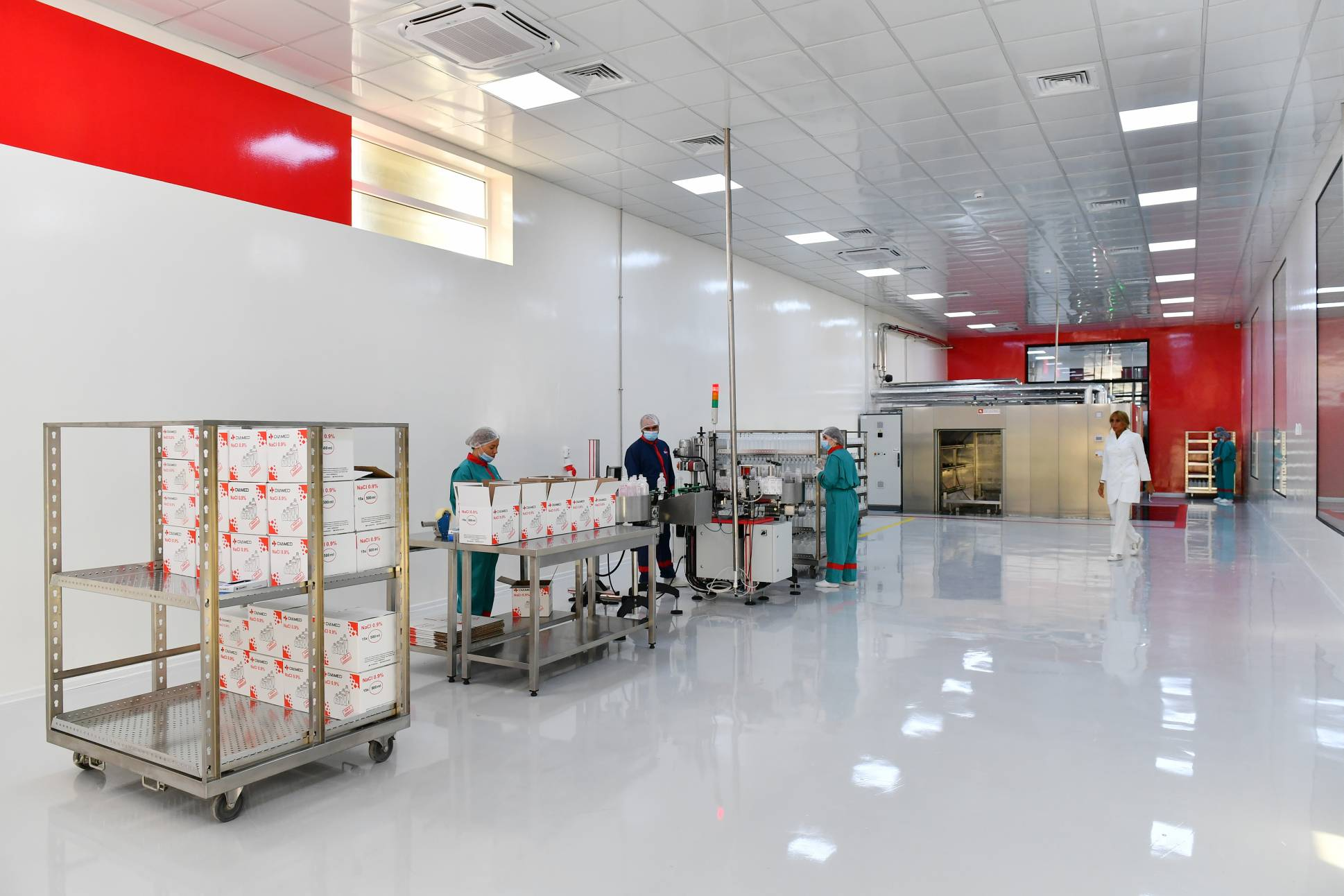
Фармацевтический завод Diamed

### Лёгкая промышленность
Действует обувная фабрика «PIRSHAGHI». Фабрикой выпускается спортивная и классическая обувь. 27 мая 2025 года открыт филиал фабрики в Лачине.
В ноябре 2024 года в Ханкенди открыта азербайджано-узбекская совместная швейная фабрика «Businesstex JV».

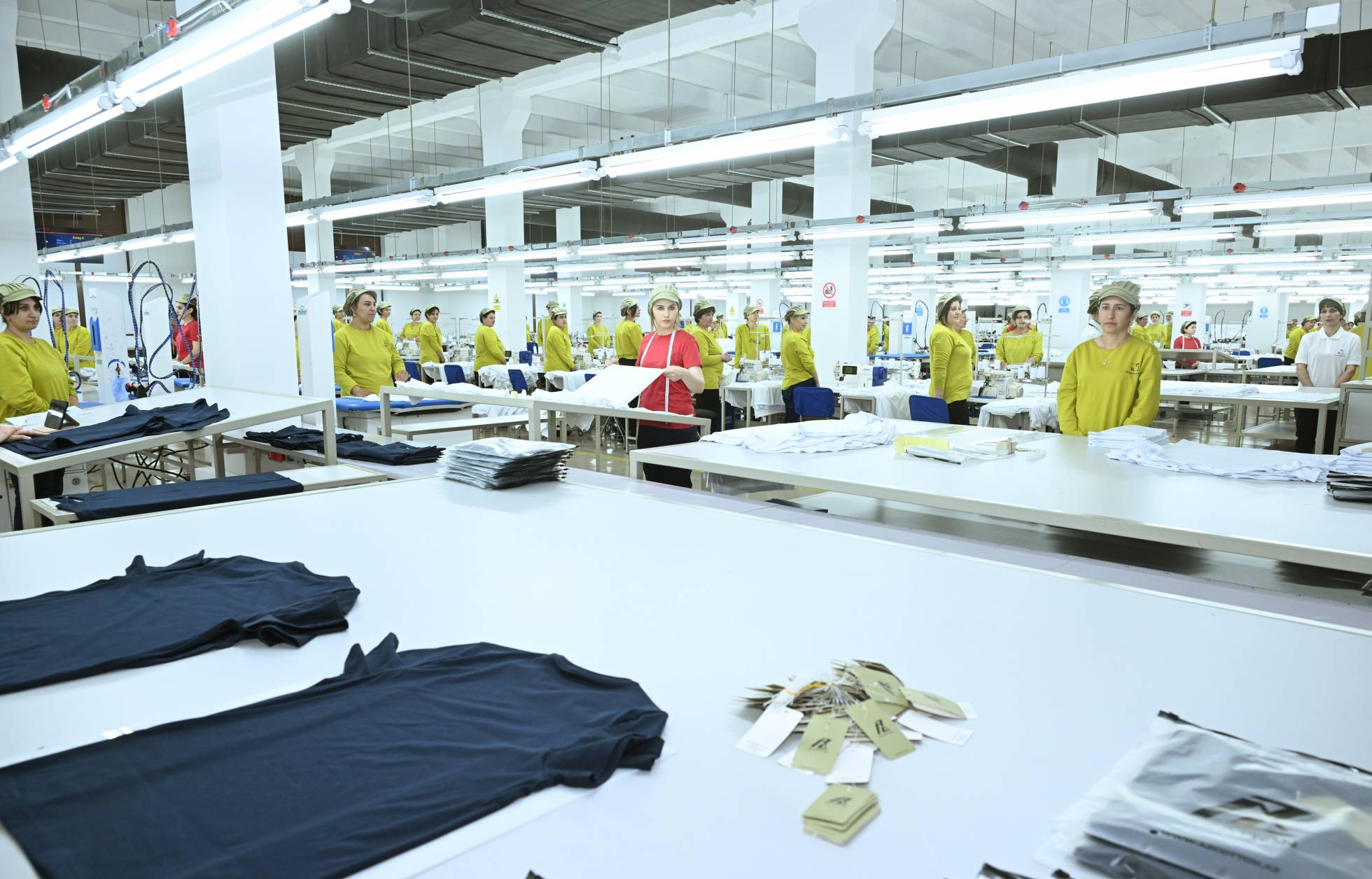
Швейная фабрика «Businesstex JV» Февраль 2025

## Финансовый сектор

### Банковский сектор
Банковская система страны по состоянию на 31 августа 2021 года представлена Центральным банком Азербайджана и 26 коммерческими банками (2 — государственные, 12 — с иностранным участием), 466 филиалов банков.
В стране с 2006 года действует система страхования банковских вкладов. На 2013 год застрахованы вклады до 30 тыс. манат в 40 банках из 44.
За 10 месяцев 2022 года объём электронной торговли составил 14 млрд манат.

### Валютное регулирование
В Азербайджане применяется режим фиксированного валютного курса. Курс маната интервенциями Центрального банка с апреля 2017 года поддерживается на уровне 1,7 манат за 1 доллар. В среднесрочной перспективе, в том числе в 2025 и 2026 году, нет планов по переходу на плавающий валютный курс.
Право на проведение обменных операций с наличной иностранной валютой предоставлено только банкам (и их филиалам), а также филиалам и отделениям АО «Азерпочта».
С января 2017 года Центральный банк осуществляет проведение валютных аукционов путем односторонней продажи валюты в конкурентных условиях.
Средний спрос на аукционе на доллары США в 2022 году составил 52,4 млн долларов, среднее предложение — 70 млн долл.
В 2023 году на внутренних валютных аукционах приобретено 3,836 млрд долл.

### Платежи и переводы
С 1 января 2025 года сделки по купле-продаже движимого имущества, подлежащего государственной регистрации, на  сумму свыше 15 000 манат производятся только в безналичном порядке.

## Информационно-коммуникационные технологии
Начиная с 2007 года рост доходов сектора информационно-коммуникационных технологий (ИКТ) в Азербайджане достиг 25—35 % в год, а с 2004 года составляет 32—35 % в год. Сфера ИКТ — одна из самых распространённых в нефтяном секторе после строительной индустрии. В 2008 году инвестиции в сферу телекоммуникаций и почты составили 270,5 млн долл., из которых 52,2 млн долл. пришлось на долю гос. предприятий, а 218,3 млн долл. — частных. В 2008 году по услугам в секторе ИКТ был отмечен рост в 28,3 %.
В рейтинге Международного союза электросвязи, основанного на результатах 5-летнего исследования уровня развития информационно-коммуникационных технологий в период с 2002 по 2007 годы Азербайджан, наряду с Пакистаном, Саудовской Аравией, Китаем, Люксембургом и Румынией, отмечен как страна с наиболее быстро развивающейся экономикой с точки зрения ИКТ. По мнению МСЭ указанным странам удалось максимально улучшить основные показатели за данную пятилетку. Азербайджан, получив в общем рейтинге 2,71 балла, с 100 места в 2002 году переместился на 14 позиций вперёд — на 86-е место. В отчёте МСЭ было подчёркнуто, что в республике многократно возросли возможности мобильной связи и выхода в интернет, осуществлённые реформы создали благоприятные условия для дальнейшего развития отрасли. Специалисты МСЭ также отметили намерение правительства сделать ИКТ сектор вторым по значимости в экономике после нефтяного — «правительство осуществляет ряд мер, направленных на модернизацию и реструктуризацию отрасли, которая только в 2007 году получила около 170 миллионов местных инвестиций», говорится в отчёте.
В 2009 году доходы в сфере ИКТ и почты Азербайджана составили 1 081,2 млн манатов, что на 13,6 % превышает показатель за 2008 год. Темпы роста в сфере ИКТ страны превысили общемировые (6,5 %) в два раза. 80,1 % доходов сектора ИКТ и почты Азербайджана приходится на предприятия частного сектора.

## Транспорт

### Железнодорожный транспорт
Железные дороги являются одним из основных видов транспорта в Азербайджане, на их долю приходится около 40 % грузооборота (2007 год) и до 25 % пассажирооборота.
Общая протяжённость железных дорог — 2125 км, из них двухпутные — 800 км, развернутая длина — 2995 км. электрифицировано 1523 км. (3 Кв постоянного тока).
Плотность железных дорог (км/10000 км².): 242.0 (1993—1996 гг.)

### Автомобильный транспорт
Общая протяжённость: 59 141 км. Из них 29 210 км. с твёрдым покрытием. Департаментом «Йолнаглиййетсервис» (азерб. Yolnəqliyyatservis) Министерства транспорта Азербайджана эксплуатируется и обслуживается 22 134 км магистральных дорог страны. Из них 1684 км составляют международные магистрали, 2669 — стратегически важные, 13 тыс. км. — местной важности, 1,5 тыс. км. — на территории Баку, 3,3 тыс. км. — на территории регионов. Общее число мостов на территории страны составляет 1201.

### Авиационный транспорт
См. также Список авиакомпаний Азербайджана
Крупнейшие города Азербайджана связаны с Баку и между собой авиасообщением. Самый крупный аэропорт находится в Баку, откуда совершаются регулярные международные рейсы. Кроме Баку, регулярные международные рейсы совершаются также из Гянджи, Нахичевани, Ленкорани, Габалы и Загаталы. Государственной организацией в сфере управления и регулирования в гражданской авиацией Азербайджана является Государственное агентство гражданской авиации Азербайджана.
Общее число аэропортов, по состоянию на 2007 год, равнялось 35 (27 с жёстким покрытием посадочных полос и 8 с неасфальтированным покрытием).
Согласно программе развития гражданской авиации Азербайджана, в 2008 году восстановлены региональные аэропорты в Ленкорани, Загатале, планируется восстановление аэропорта Шеки.

### Морской транспорт
Крупнейшем азербайджанской судоходной компанией, является Каспийское морское пароходство (азерб. Xəzər dəniz gəmiçiliyi), являющееся также крупнейшей судоходной компанией в бассейне Каспия. Пароходство занимается перевозкой всех видов грузов. Весомую долю в перевозках составляют нефть и нефтепродукты. Компания также выполняет пассажироперевозки, и является оператором железнодорожных паромных переправ Баку — Туркменбаши, и Баку — Актау. Пароходству также принадлежит ряд судоремонтных заводов.

### Трубопроводный транспорт
- Южно-Кавказский газопровод (Баку — Тбилиси — Эрзурум) был официально открыт 25 марта 2007 года. Диаметр трубопровода — 42 дюйма. Протяжённость составляет 970 км (442 км по территории Азербайджана, 248 км — по территории Грузии, 280 км. — от грузино-турецкой границы до Эрзурума). Длина каждой трубы — 11,5 м[141]. По нему предусматривается прокачка газа, добываемого в рамках проекта Шах-Дениз[142].
- Нефтепровод Баку — Тбилиси — Джейхан — трубопровод для транспортировки каспийской нефти к турецкому порту Джейхан, расположенному на берегу Средиземного моря. Официальное открытие прошло 13 июля 2006 в Джейхане. Протяжённость — 1773 километра (по территории Азербайджана — 449 км, Грузии — 235 км, и Турции — 1059 км.). Проектная пропускная мощность — 50 миллионов тонн нефти в год, или один миллион баррелей в сутки. Стоимость — 3,6 млрд долларов.
- Нефтепровод Баку — Супса был пущен в эксплуатацию 17 апреля 1999 года. Трубопровод был построен в рамках контракта на разработку месторождений Азери-Чираг-Гюнешали, его протяжённость составляет 837 км[143]. Диаметр трубопровода — 530 мм[144].
- Баку — Новороссийск — трубопровод для транспортировки каспийской нефти к российскому порту Новороссийск, расположенному на берегу Чёрного моря.

## Внешняя торговля

### Экспорт
Азербайджан экспортирует нефть, газ, продукцию нефтепереработки (в том числе нефтяной кокс, нефтяной битум), продовольственную продукцию, непродовольственные товары ненефтяного сектора, в том числе сырьё (чёрные металлы, цветные металлы (в том числе алюминий), драгоценные металлы (золото), продукция разного передела, продукция химической промышленности, в том числе полипропилен, спутниковые услуги.

### Импорт
В структуре импорта: продовольственные товары, фармацевтическая продукция, мебель, металлы, мыло и моющие средства, изделия из стекла и камня, сахар, овощи, продукция зерноводства, изделия из дерева, изделия из бумаги, средства железнодорожного транспорта.

### Услуги
Объём услуг во внешней торговле в 2020 году составил 8 млрд долл. Из них 5,4 млрд долл. — услуги, оказанные нерезидентами АР резидентам, 2,6 млрд долл. — резидентами АР нерезидентам.
В структуре услуг 36,5 % занимают транспортные услуги (2,9 млрд долл.).
Туризм — 715,9 млн долл., из них 411,7 млн долл. — услуги нерезидентов АР резидентам, 304,2 млн долл. — услуги резидентов нерезидентам.
Количество граждан АР, путешествовавших за рубеж, снизилось в 4,8 раза. Количество иностранных граждан, посещавших страну, снизилось в 4 раза.

### Статистика
Экспорт
| Год  | Объём (тыс. долл.) |
| ---- | ------------------ |
| 2020 | 13 740 567,63      |
| 2021 | 22 206 671,12      |
| 2022 | 38 146 629,67      |

Импорт
| Год  | Объём (тыс. долл.) |
| ---- | ------------------ |
| 2020 | 10 730 720,22      |
| 2021 | 11 705 786,68      |
| 2022 | 14 539 858,53      |

## Инвестиции
в Азербайджан
За последние года[какие?] инвестиции в экономику Азербайджана составили 70 миллиардов долларов, половина из которых приходится на зарубежные инвестиции.
Великобритания является крупнейшим иностранным инвестором в Азербайджане. За последние 30 лет[какие?] British Petroleum инвестировала в Азербайджан около 84 миллиардов долларов
Около 177 компаний Германии действуют на территории Азербайджана. После обретения независимости, компании инвестировали 174 миллиарда долларов в Азербайджан.
В 2011 году иностранные инвестиции составили 3,256 млрд долл. США (Великобритания — 46,2 %, США — 14,3 %, Япония — 9,1 %, Норвегия — 5,1 %, Турция — 4,1 %).
В 2011 году прямые иностранные инвестиции в экономику Азербайджана составили 3,1 млрд долларов. По сравнению с 2010 годом рост в размере 836,4 млн долларов. В нефтегазовый сектор направлено 77,9 % (1,583 млрд долларов). Инвесторами явились BР Exploration (Шах-Дениз) и Азербайджанская международная операционная компания.
В 2024 году объём прямых иностранных инвестиций в Азербайджан составил 7,046 млрд долл. США.
Инвестиции Азербайджана
В 2024 году объём прямых иностранных инвестиций Азербайджана составил 1,762 млрд долл. США.
Азербайджан за последние несколько[каких?] лет вложил в экономику Грузии около трёх миллиардов долларов. В течение 2010 года Азербайджан инвестировал в экономику Грузии около 47 млн долларов.

## Поддержка развития бизнеса
Приватизация государственного имущества в Азербайджане началась в 1993 году. На первом её этапе (1996—1998 год) было приватизировано около 21 тыс. малых и 1 тыс. средних и крупных предприятий. Практически все малые предприятия и 90 % сельскохозяйственных предприятий также оказались приватизированы. В результате к 2000 году доля частного сектора в ВВП страны составляла 68 %. В 2007 году частный сектор производил около 81 % ВВП.
За счёт частного сектора обеспечивается 80 % ВВП страны, что составляет 99,4 % внутреннего торгового оборота, 20 % внешнеторгового оборота, 63 % налоговых поступлений в бюджет республики. Только 12,3 % предприятий в стране, принадлежат государству, остальные 79,2 % — частным и 3,7 % — совместным предприятиям. Оставшиеся 4,8 % — предприятия со 100 % иностранным капиталом.
С 1 января 2008 года введена регистрация деятельности бизнеса по системе «одного окна», срок регистрации юридических лиц сократился с 53 до 3 дней, количество процедур уменьшилось с 15 до 5.
Создан Национальный Фонд поддержки предпринимательства при Министерстве экономического развития. Фондом формируются индустриальные сферы (бизнес — городки, Бизнес-инкубаторы, и технопарки).
В 2011 году фонд выдал льготных кредитов на сумму 160 млн долларов. Эти средства были израсходованы на строительство в регионах Азербайджана более 160 промышленных, сельскохозяйственных, торговых и других предприятий. Среди них консервная фабрика, чайный завод в Ленкорани, несколько фабрик по производству стройматериалов, фабрика по производству соли в Масазыре, технопарк, находящийся в городе Сумгаите, автомобильная фабрика (Нахчыван), Билясуварская консервная фабрика, завод по изготовлению золота в Кедабеке, а также животноводческие комплексы и комплексы по обработке молока в Агджабеди.
В 2011 году НФПП профинансировал 843 инвестиционных проекта на сумму 93,3 млн долларов.
Согласно опубликованному 31 октября 2018 года докладу «Ведение бизнеса» на 2019 год Азербайджан занял 25 место (57 в 2018 году), получив тем самым наивысший рейтинг среди стран региона Европы и Центральной Азии после Грузии (6-е место) и Македонии (10-е место).
Количество созданных новых компаний увеличилось на 40 % в течение первых 6 месяцев. Азербайджан также устранил минимальное сокращение ссуды в размере 1100 долл., что более чем в два раза превышает количество заемщиков, охваченных кредитным регистром. К тому же, налогоплательщики теперь могут подать и оплатить свои налоги онлайн.
Действуют стартап-сертификаты для стартап-проектов, освобождающие от налога на прибыль, а также льготное кредитование микропредпринимателей на сумму до 20 000 манат.

## Малое и среднее предпринимательство
99,6 % предпринимателей страны являются субъектами малого и среднего бизнеса. Из них
77,6 % физических и 22,4 % юридических лиц. Их доля в структуре ВВП составляет около 10 %.
На апрель 2023 года в стране действовало 356 тыс. субъектов малого и среднего предпринимательства.
В 2022 году действовало 377 842 субъекта малого предпринимательства. В 2023 году их число достигло 40 149. 49,1 % субъектов МСП действует в Баку, 50,9 % — в регионах.

## Специальные экономические зоны
В республике созданы следующие специальные экономические зоны:
- Агдамский промышленный парк
- Экономическая зона Аразской долины[азерб.]
- Алятская экономическая зона

Промышленные парки:
- Сумгаитский химический промышленный парк
- Балаханский промышленный парк
- Мингечевирский промышленный парк
- Гарадагский промышленный парк
- Пираллахинский промышленный парк

Промышленные кварталы:
- Гаджигабульский промышленный квартал
- Сабирабадский промышленный квартал

На 1 января 2024 года статус резидента промышленных зон получили 142 субъекта предпринимательства. Всего предпринимателями инвестировано 6,6 млрд манат. Произведено продукции на 12,1 млрд манат. Из них экспортирована продукция на 3,9 млрд манат (32,2 %). Продукция экспортируется в более 65 стран мира.

## Рынок недвижимости
За период с конца 2020 по 2024 год цены на рынке жилья выросли на 32,4 %.

### Ипотека

#### Ипотечный и кредитно-гарантийный фонд Азербайджана
16 сентября 2005 года создан Азербайджанский ипотечный фонд. 27 октября 2015 года фонд был преобразован в акционерное общество. 25 декабря 2017 года фонд был объединён с Гарантийным фондом кредитов Азербайджана. Уставный капитал Фонда составляет 1,78 млрд манат.
На январь 2023 года Фондом выдано кредитов на сумму 2 млрд 424 млн 142 474 манат 42 358 заемщикам. Выдано гарантий на кредиты для бизнеса на сумму 349 млн 759 000 манат.
На октябрь 2023 года Фондом было выдано более 47 000 кредитов на сумму 2,8 млрд манат. 4 000 человек посредством Фонда взяли квартиры в аренду.
67 % клиентов Фонда составляют молодые семьи. Средний возраст должника составляет 34 года. Большинство кредитов выдаётся в городах. 22 % кредитов выдано в регионах.
На октябрь 2023 года максимальная сумма кредита составляла 150 000 манат по обычным кредитам, 100 000 манат — по льготным кредитам. В 2023 году 80 % займов были взяты на сумму не свыше 100 000 манат.
На апрель 2025 года фондом выдано 53 829 ипотечных кредитов на сумму 3 446 494 887 манат. Субсидий и поручительств выдано на 549 443 000 манат.
Фонд предоставляет также квартиры в аренду с правом выкупа. Аренда предоставляется на срок от 3 до 25 лет в зданиях, построенных после 1 января 2013 года. С января 2023 года аренда данного жилья освобождена от НДС. На 1 апреля 2025 года 6 764 заключили договоры на аренду с правом выкупа. 60 % из них составляют молодёжь и молодые семьи. На декабрь 2024 года Фондом в аренду выданы квартиры в Баку, Хырдалане, Сумгаите, посёлках Масазыр, Сарай и Мамедли Абшеронского района.
Всего на 1 апреля 2025 года кредитами Фонда воспользовались 60 549 семей. Из них 70 % — молодые семьи.
С октября 2023 года взять ипотеку посредством Фонда также могут жители освобождённых территорий.
С 2005 по 2024 год Фондом инвестировано 3 млрд манат на рынки капитала. Объём облигаций Фонда составил более 2 млрд манат.
Заявки на кредит принимаются также в электронной форме посредством системы «Электронная ипотека и кредитная гарантия».
Фондом размещены облигации на Бакинской фондовой бирже. 10 ноября 2022 года размещены облигации на сумму 30 миллионов манат со сроком обращения до 2047 года. 23 ноября 2022 года размещены облигации на сумму 70 миллионов манат со сроком обращения до 2048 года. 6 декабря 2022 года размещены облигации на сумму 30 миллионов манат со сроком обращения до 2048 года. 26 декабря 2022 года размещены облигации на сумму 45 миллионов манат со сроком обращения до 2047 года.

## Рейтинги
Азербайджан занял 35-е  место в «Отчете глобальной конкурентоспособности 2017—2018» Всемирного экономического форума, а на пространстве СНГ — на первом месте.
В 2008 году Азербайджан был процитирован в качестве главного реформатора по ведению бизнеса Всемирного банка в рейтинге Doing Business. При этом, были улучшены 7 из 10 показателей рейтинга.
Азербайджан продвинулся с 97 до 33 строки рейтинга лёгкости ведения бизнеса.

## Статистика

### Государственный бюджет
| Год       | 2012     | 2013     | 2014     | 2015   | 2016   | 2017     |
| --------- | -------- | -------- | -------- | ------ | ------ | -------- |
| млн манат | 17 281,5 | 19 496,3 | 18 400,6 | 17 498 | 17 506 | 16 516,7 |

| Год        | 2018     | 2019     | 2020     | 2021     | 2022     |
| ---------- | -------- | -------- | -------- | -------- | -------- |
| млн. манат | 22 508,9 | 24 218,1 | 24 681,7 | 26 419,1 | 30 660,5 |

Примечание: До 2015 года средневзвешенный курс маната по отношению к доллару держался на уровне 0,7 манат за 1 доллар. К маю 2017 года курс пришёл к отметке 1,7 манат за 1 доллар, и поддерживается на данном уровне интервенциями Центрального банка.

### Инфляция
| Год  | Размер |
| ---- | ------ |
| 2020 | 2,8 %  |
| 2024 | 4,9 %  |

### Доходы населения
Минимальный размер оплаты труда на 2019 год составлял 180 манат, что составляет 106 долларов США. С 1 сентября 2019 года минимальная заработная плата составила 250 манат (148 долларов США).
С 1 января 2022 года минимальная заработная плата составляла 300 манат (176,47 долларов США).
С 1 января 2023 года минимальная заработная плата составила 345 манат (202,94 долларов США).
| Год   | 2011  | 2012 | 2013  | 2014  | 2015  | 2016  | 2017  | 2018  | 2019  | 2020  | 2021  | 2024   |
| ----- | ----- | ---- | ----- | ----- | ----- | ----- | ----- | ----- | ----- | ----- | ----- | ------ |
| манат | 364,2 | 396  | 420,5 | 444,3 | 464,4 | 498,6 | 528,2 | 544,1 | 634,8 | 707,3 | 937,5 | 1009,2 |

В 2024 году средняя номинальная месячная заработная плата составила 1009,2 манат. В нефтегазовом секторе средняя заработная плата составила 3729,4 манат, в ненефтегазовом — 959,6 манат. На государственных предприятиях средняя заработная плата составила 975,2 манат, в частных предприятиях — 1044,1 манат.

### Денежная база
На 29 сентября 2023 года денежная база составила 17 млрд 896 млн манат.

### Внутренний долг
На 1 июля 2024 года внутренний долг составил 16 млрд 571,9 млн манат. Из них 7 млрд 280,7 млн манат составили государственные ценные бумаги, 9 млрд 291,2 млн манат — гарантированные государством обязательства.
19,5 % государственных ценных бумаг имеют срок погашения 1 год, 67 % — 2 и 3 года, 13,5% — 5 лет и более.

### Внешний долг
На декабрь 2024 года размер внешнего государственного долга составил 5,1 млрд долл.
С 2008 по 2024 год Международная исламская корпорация по торговому финансированию осуществила торговое финансирование проектов в Азербайджане на сумму 93 млн долл. США.

### Золотовалютные резервы
Размер золотовалютных резервов (на конец года)
| Год  | Размер (млрд долл.) |
| ---- | ------------------- |
| 2021 | 53                  |
| 2024 | 71                  |